# مانسفيلد (كونيتيكت)
مانسفيلد (بالإنجليزية: Mansfield, Connecticut)‏ هي معلم جغرافي تقع في الولايات المتحدة في كونيتيكت. يقدر عدد سكانها بـ 24,558 نسمة ومساحتها 117.8 كم2 وترتفع عن سطح البحر 195 متر.

## أعلام
- هنري دوايت باروز
- جوناثان فريمان
- جوناثان تايلور
- سيث ستورس
- بيتر تورك
- جاسبر هوارد
- صموئيل كامبل